# Підгора (Тернопільський район)
Підгора́ — село в Україні, у Теребовлянській міській громаді Тернопільського району Тернопільської області. Від 2015 у складі Теребовлянської міської громади.. Поштове відділення — Семенівське. До 1939 називалося Підгіряни.

Населення — 83 осіб (2015).

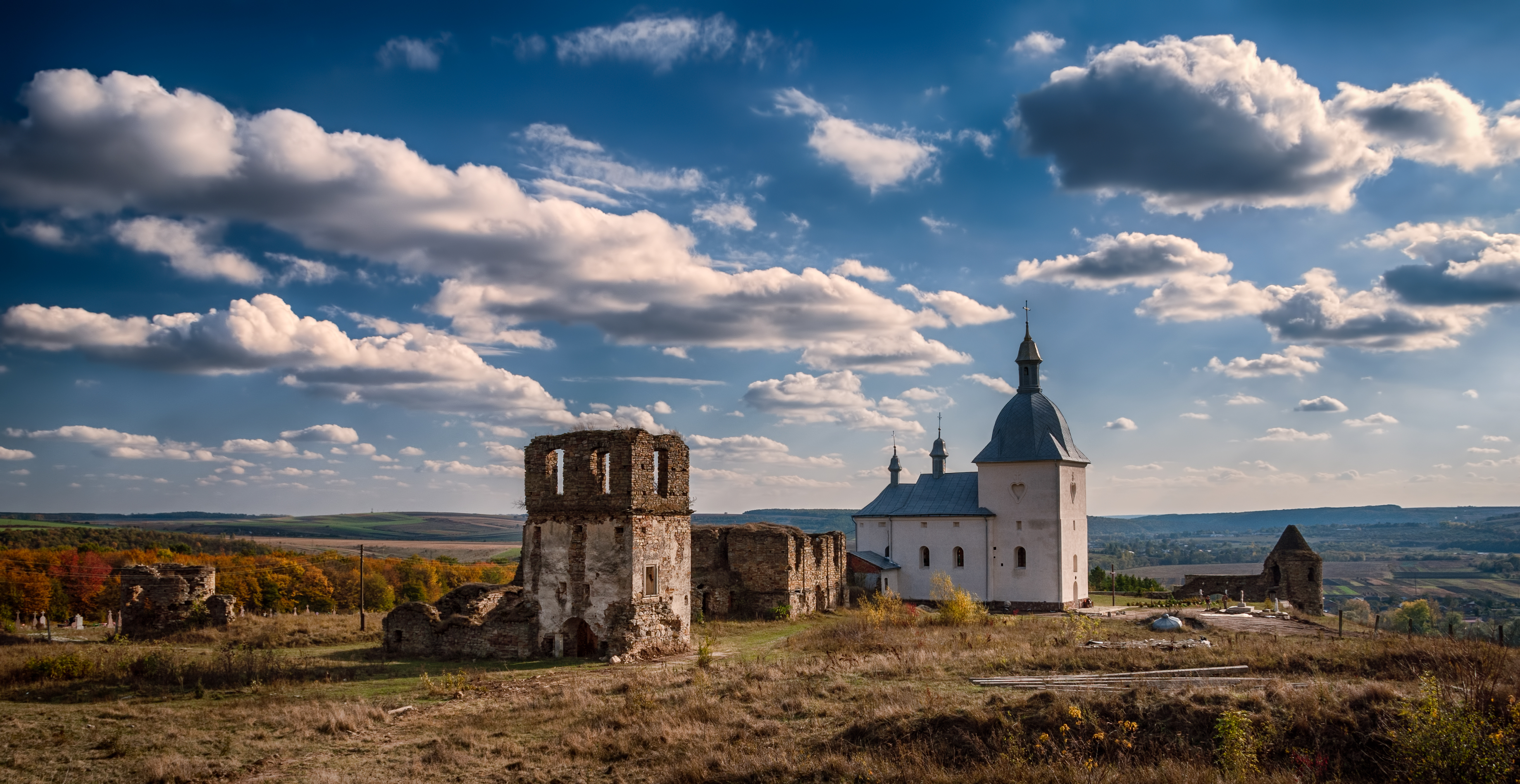
Підгорянський монастир

Біля села є Підгорянський Святопреображенський василіанський монастир, а також Підгорянський заказник.

## Історія
Поблизу Підгори здійсн. археол. дослідження В. Деметрикевич, Я. Пастернак, Ю. Полянський; виявлено археологічні пам'ятки трипільської, черняхівської культур, доби міді, пізньої бронзи і залізної доби.
1 серпня 1934 року в рамках реформи на підставі нового закону про самоуправління (23 березня 1933 року) увійшло до нової сільської гміни Трембовля (Теребовлянський повіт Тернопільського воєводства).
Від вересня 1939 р. Підгора – під радянською владою. 
Від 6 липня 1941 р. до 22 березня 1944 р. село – під нацистською окупацією. Із мобілізованих на фронти німецько-радянської війни чоловіків загинув Михайло Понятишин (1915–1944).
1949 р. в селі був примусово організований колгосп. Нині селянські паї орендує СП “Колос-2”.
У 1993 р. парафіяни сіл Зеленче та Підгора під керівництвом пароха Ярослава Стрілки розпочали перші греко-католицькі богослужіння в колишній церкві оо. Василіян, а в 1999 р. відреставрували церкву Різдва Івана Христителя (16 ст.). 
Є “фіґура” Матері Божої.
У Підгорі народилася діячка ОУН Марія Понятишин (псевдо “Леся”, 1924–1945). 
12 червня 2020 року, відповідно до розпорядження Кабінету Міністрів України № 724-р «Про визначення адміністративних центрів та затвердження територій територіальних громад Тернопільської області» увійшло до складу Теребовлянської міської громади.
19 липня 2020 року, в результаті адміністративно-територіальної реформи та ліквідації Теребовлянського району, село увійшло до складу Тернопільського району.

## Галерея

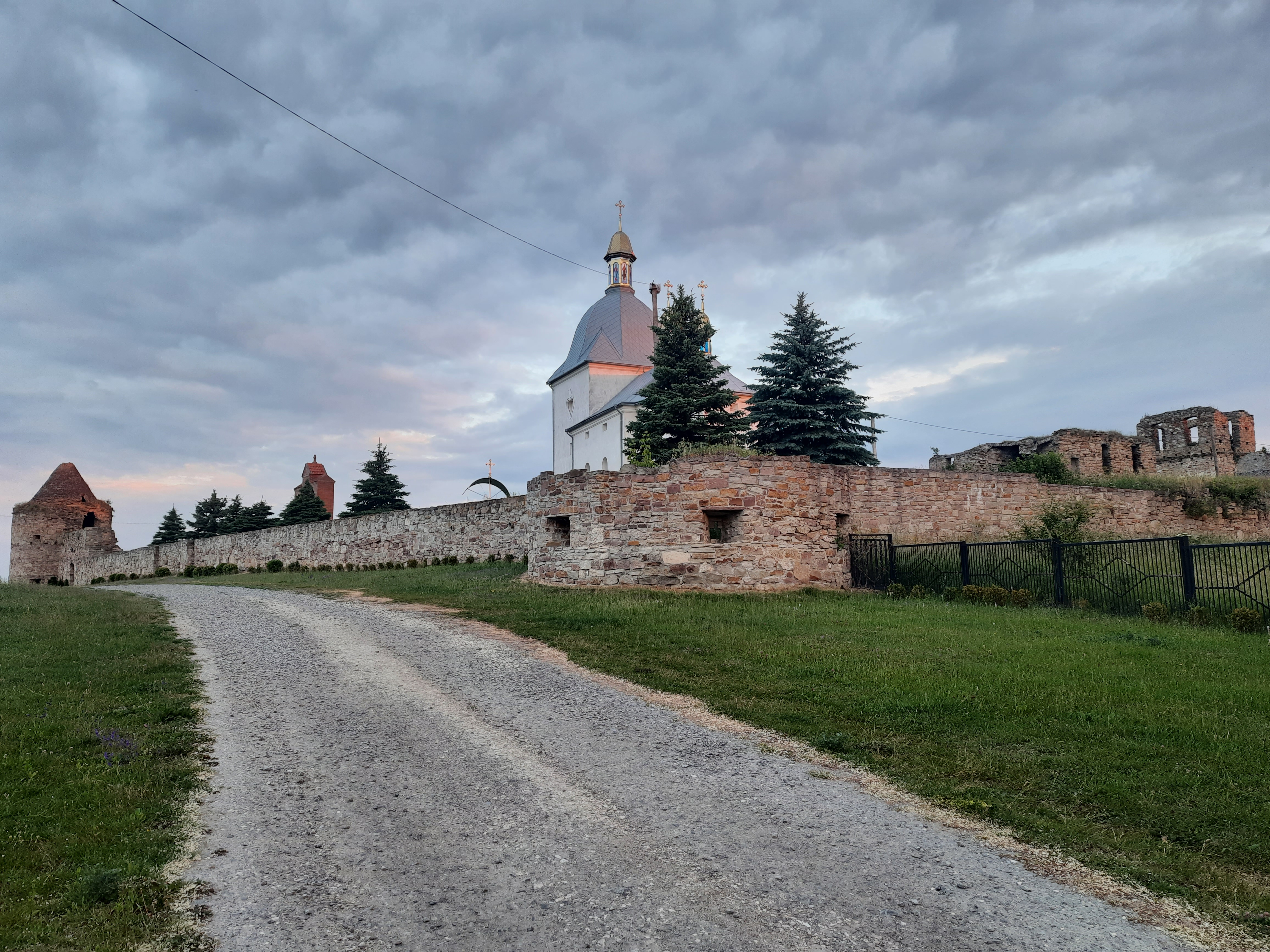
Підгорянський  монастир
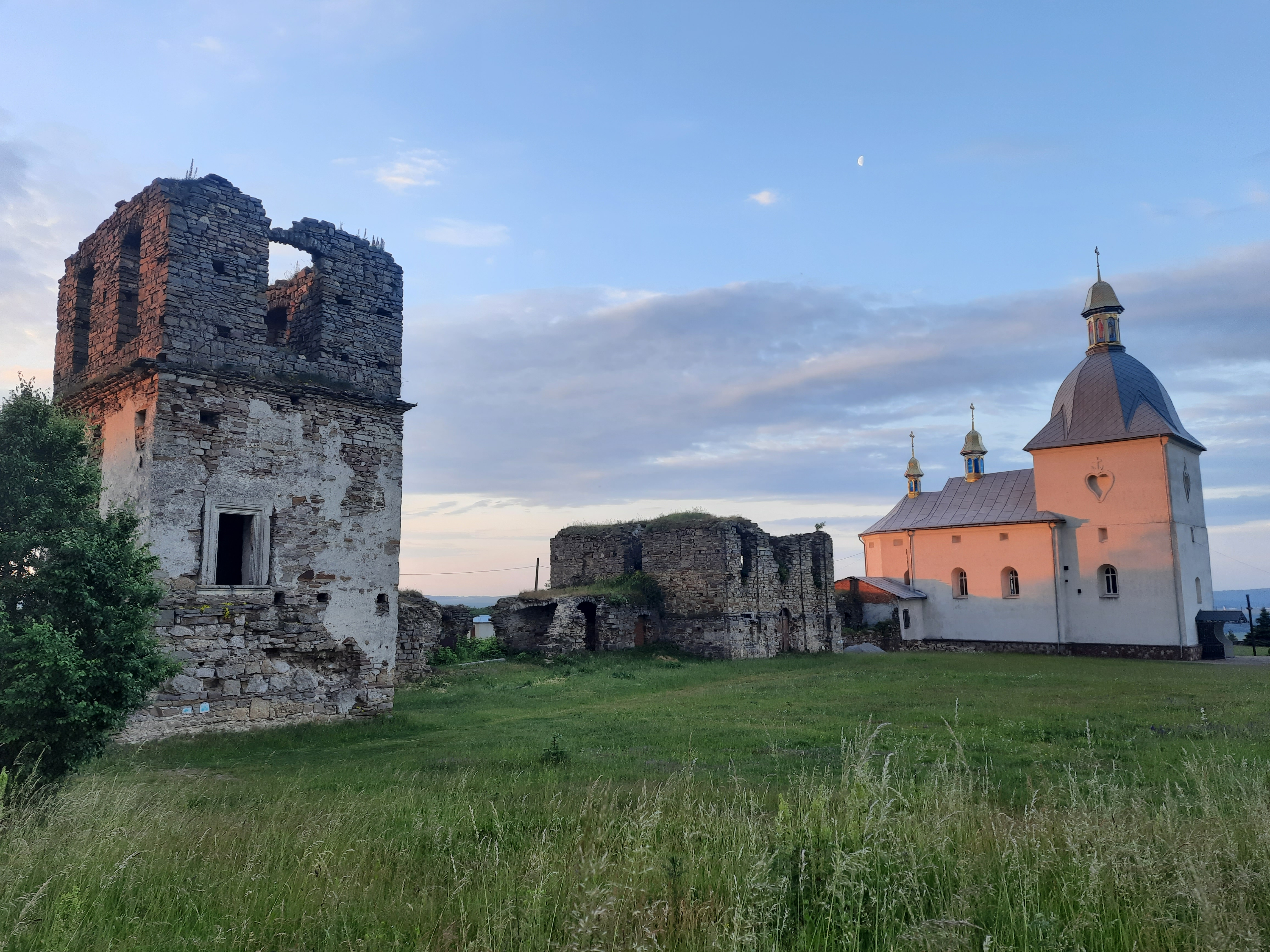
Підгорянський монастир
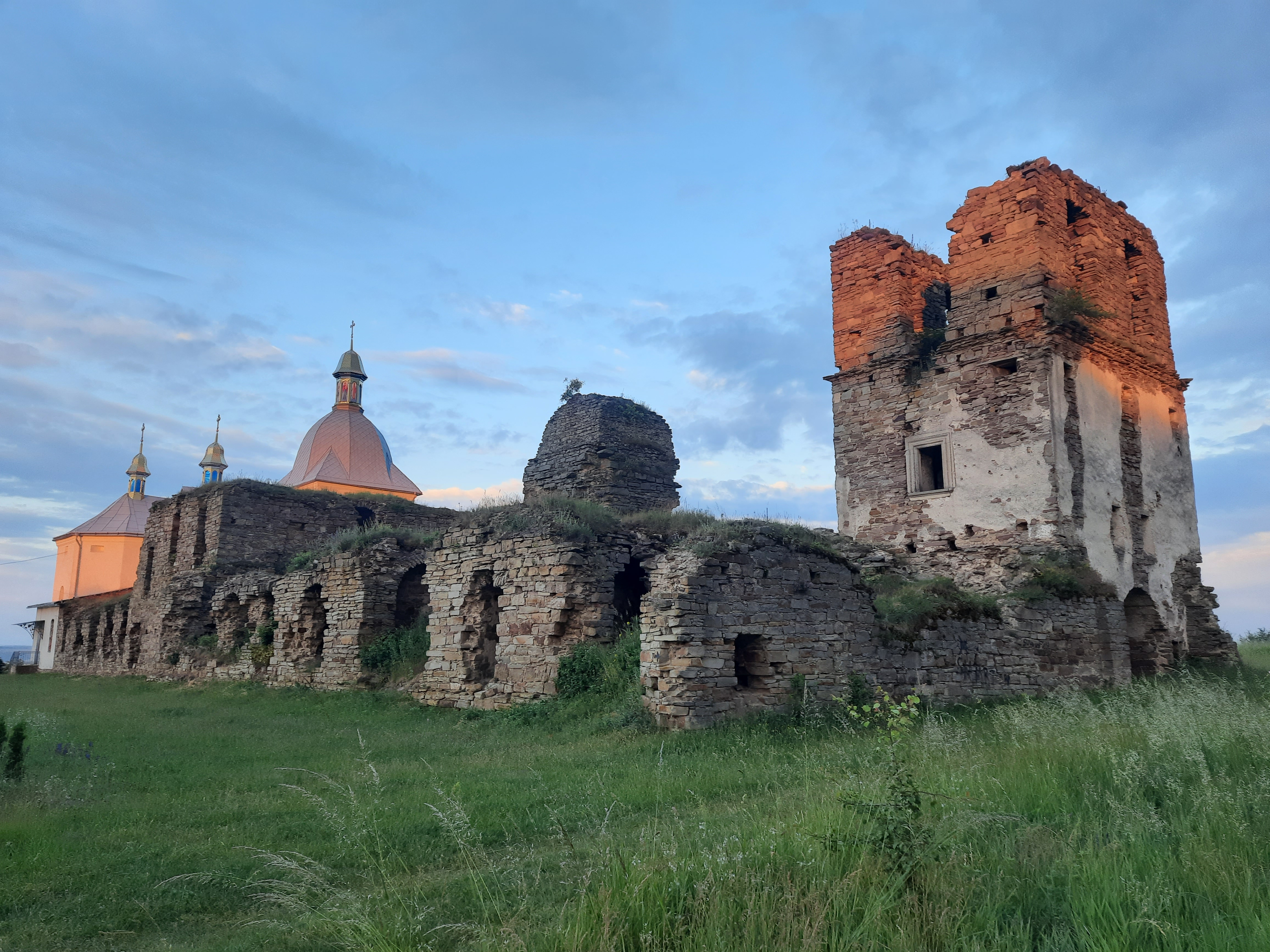
Підгорянський монастир
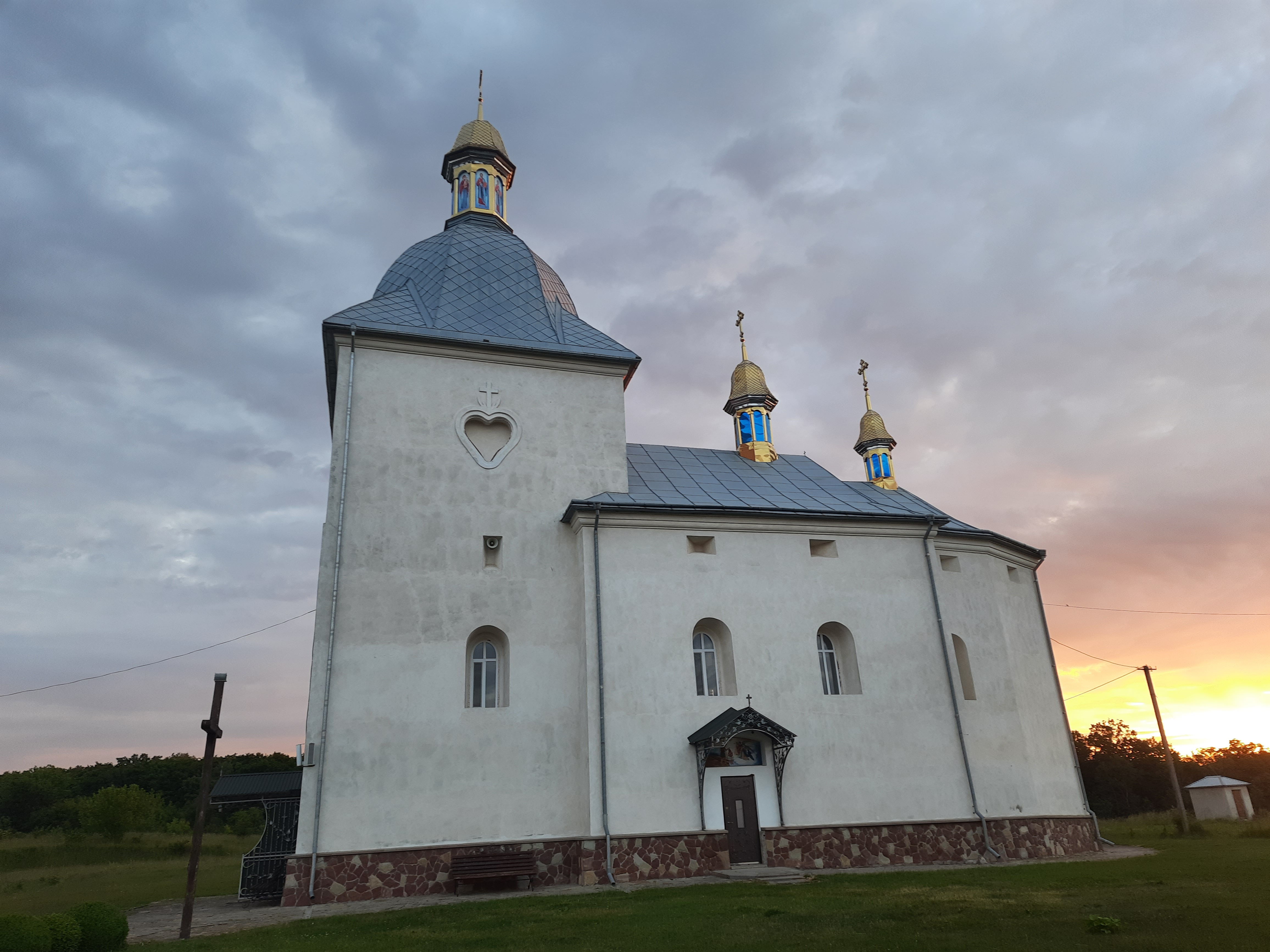
Підгорянський монастир — Церква Різдва Св. Івана Хрестителя 17 ст.